# Non scherzare con le donne
Pour plus de détails, voir Fiche technique et Distribution.
Non scherzare con le donne est un film italien réalisé par Giuseppe Bennati, sorti en 1955.

## Fiche technique[1]
- Titre : Non scherzare con le donne
- Réalisation : Giuseppe Bennati
- Scénario : Giuseppe Bennati, Leonardo Benvenuti, Piero De Bernardi et Stefano Strucchi
- Photographie : Gábor Pogány
- Montage : Franco Fraticelli
- Musique : Angelo Francesco Lavagnino
- Pays de production : Italie
- Format : Noir et blanc - 1,37:1 - Mono
- Genre : comédie
- Durée : 100 minutes
- Date de sortie : 1955

## Distribution
- Rossana Podestà
- Marco Vicario
- Mara Berni
- Cesare Danova
- Armando Silvestre
- Giorgia Moll
- Mario Mazza
- Nino Manfredi